# Hohe Straße 18 (Quedlinburg)

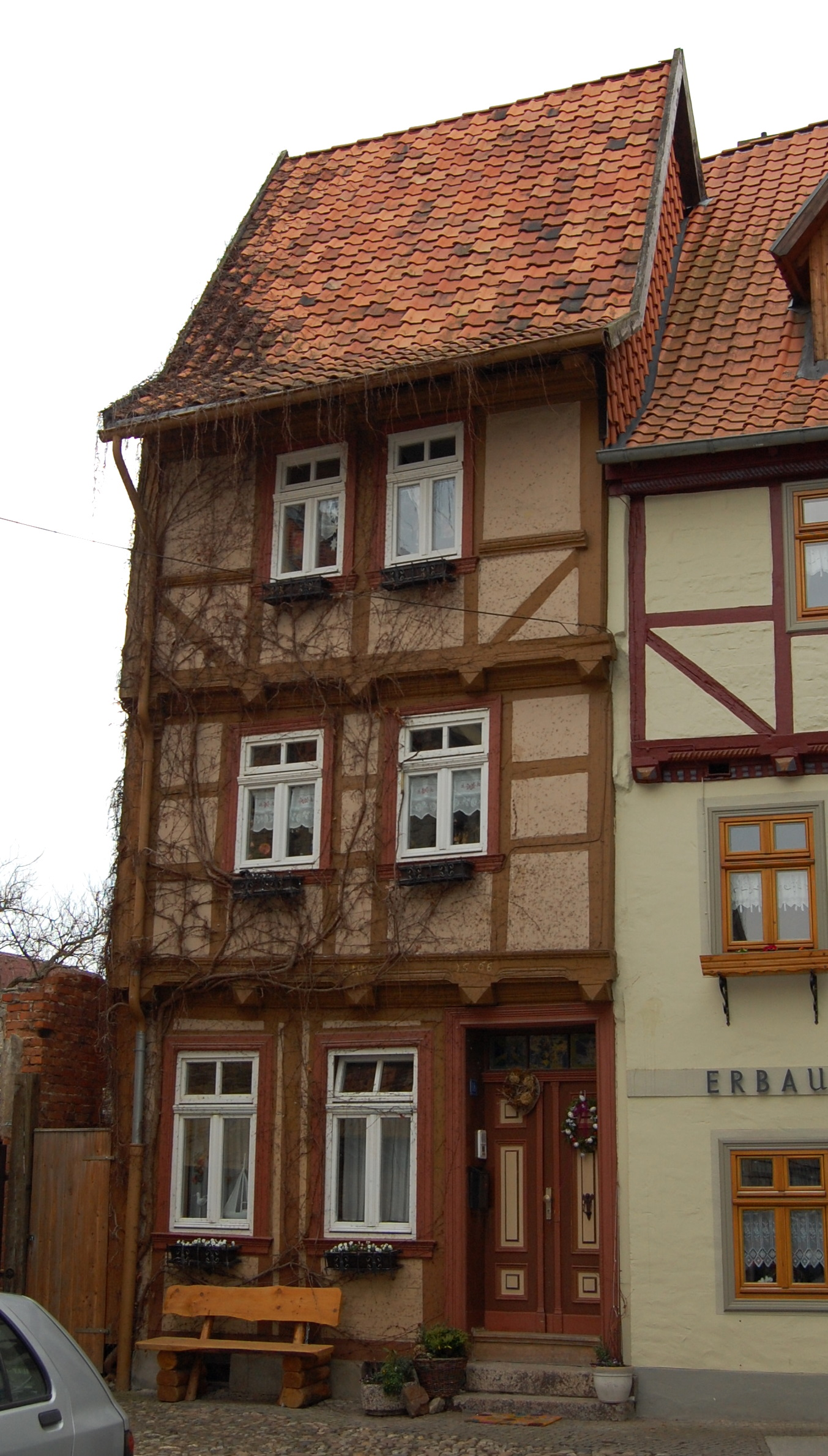
Haus Hohe Straße 18

Das Haus Hohe Straße 18 ist ein denkmalgeschütztes Gebäude in der Stadt Quedlinburg in Sachsen-Anhalt.

## Lage
Es befindet sich im Stadtgebiet westlich des Quedlinburger Marktplatzes und gehört zum UNESCO-Weltkulturerbe. Im Quedlinburger Denkmalverzeichnis ist es als Wohnhaus eingetragen. Unmittelbar westlich grenzt das gleichfalls denkmalgeschützte Haus Hohe Straße 19 an.

## Architektur und Geschichte
Das dreigeschossige Fachwerkhaus ist ungewöhnlich schmal und umfasst nur fünf Gebinde. Das barocke Gebäude entstand 1666. Eine mit einem Beil versehene Inschrift mit den Buchstaben AS verweist auf Andreas Schröder als Baumeister. Das Fachwerk ist mit verschiedenen zeitgenössischen Verzierungen darunter Pyramidenbalkenköpfen, Füllhölzern und profilierten Brüstungsbohlen verziert.
Die Fassade des ersten Obergeschosses wurde im 18./19. Jahrhundert umgebaut.